# ميناء كيسمايو
ميناء كيسمايو (بالصومالية: Dekedda Kismaayo)‏ هو الميناء البحري الرسمي في مدينة كيسمايو جنوب الصومال، يصنف على أنه ميناء من الدرجة الأولى. ويطل الميناء على المحيط الهندي.

## خلفية تاريخية
ورد ذكر مرسى مدينة كيسمايو في خريطة الطواف حول البحر الإرتيري في القرن الأول اليوناني، وكلمة كيسمايو مركبة كلمتين هي (بالصومالية: kis)‏ والتي تعني صغير و (بالصومالية: Mayo)‏ التي تعني ليس، فبذلك يكون معناه ليس صغيرا.

## نظرة عامة

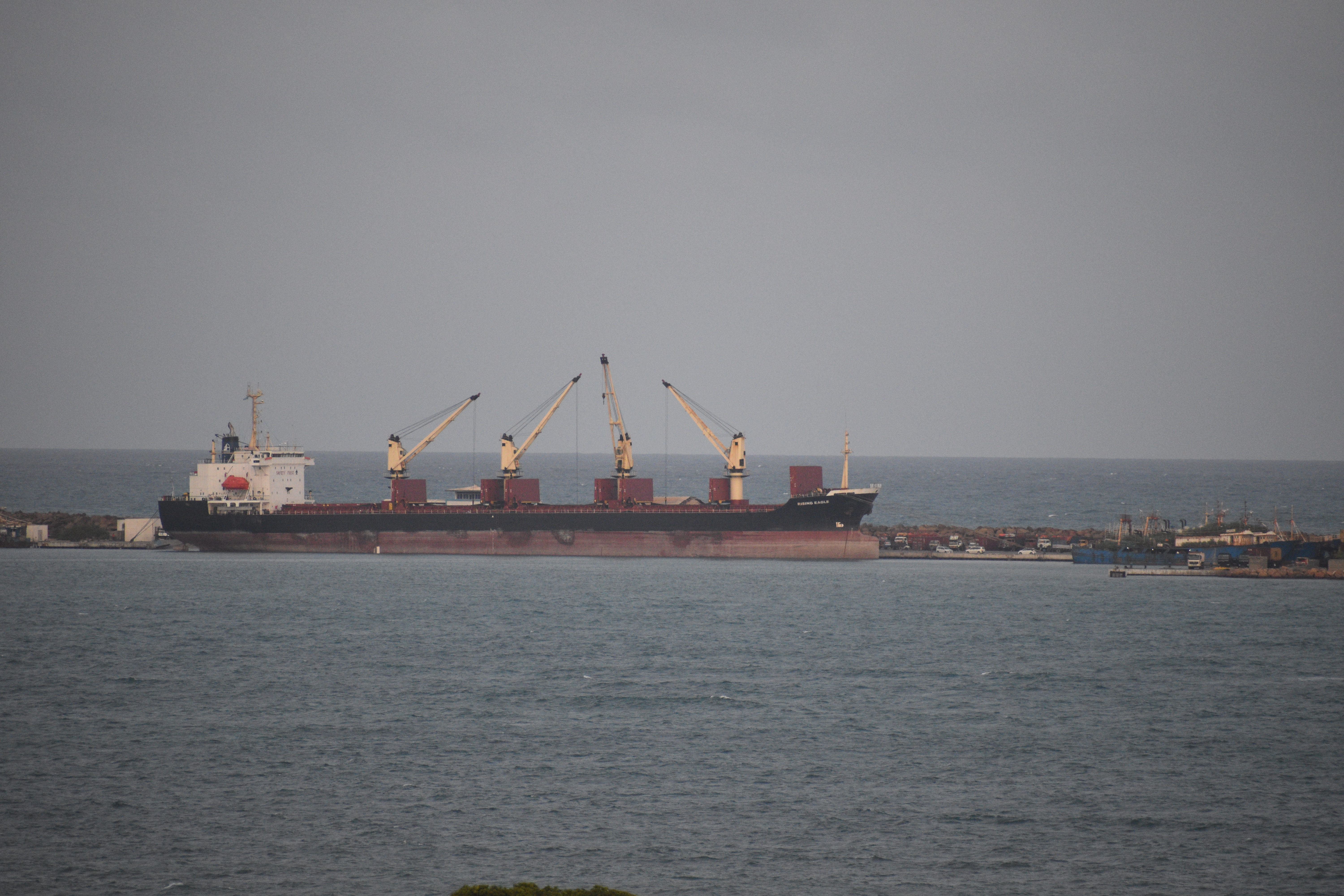
ناقلة البضائع Rising Eagle في ميناء كيسمايو 10 أغسطس 2021.

تقع أرصفة كيسمايو الكبيرة على شبه جزيرة على ساحل الصومال، وكانت شبه الجزيرة سابقا إحدى جزر باجوني وربط بينهما بجسر عند بناء ميناء كيسمايو الحديث في عام 1964 بدعم من الولايات المتحدة، في عام 1966 وصف دليل المخابرات للعمليات الخاصة - جمهورية الصومال، الصادر عن وكالة المخابرات المركزية، الميناء بأنه منفذ للموز والمنتجات الزراعية الأخرى، ولا يمكنه استيعاب السفن الكبيرة؛ ويحتاج إلى توسعة وتعميق حوض السفن، كما أن الميناء بحاجة إلى منارات لإرشاد السفن ليلا. وكان للميناء في ذلك الوقت أربعة أرصفة لخدمة السفن التي يبلغ وزنها 10 آلاف طن بغاطس يصل ارتفاعه إلى 31 قدمًا كجزء من برنامج توسيع الموانئ، وكان من المقرر إنشاء محطة توليد الكهرباء ونظام المياه ومعدات المناولة بحلول عام 1967.
كان الميناء بمثابة قاعدة للبحرية الصومالية وكذلك البحرية السوفيتية بعد الانقلاب العسكري في الصومال عام 1969. وأطلق الصومال بدعم من الولايات المتحدة مشروعا لتجديد الميناء في عام 1984 بعد تعرض الأرصفة للتآكل.
تم وضع ميناء كيسمايو رسميًا تحت إدارة جوبا المؤقتة في أغسطس 2013. وبموجب الاتفاق، كان من المقرر نقل إدارة المرفق إلى الحكومة الفيدرالية الصومالية بعد فترة ستة أشهر، ويتم تخصيص إيرادات الميناء البحري ومطار كيسمايو، لقطاعات تقديم الخدمات والأمن في ولاية جوبالاند الصومالية، فضلاً عن جهود التطوير المؤسسي المحلي.